# Budkov (district de Třebíč)
Pour les articles homonymes, voir Budkov.
Budkov (en allemand : Budkau) est une commune du district de Třebíč, dans la région de Vysočina, en République tchèque. Sa population s'élevait à 359 habitants en 2020.

## Géographie
Budkov se trouve à 11 km à l'ouest de Moravské Budějovice, à 25 km au sud-ouest de Třebíč, à 39 km au sud-sud-est de Jihlava et à 144 km au sud-est de Prague.
La commune est limitée par Lomy au nord-ouest, par Štěpkov et Domamil au nord, par Komárovice au nord-est, par Rácovice au sud-est, par Třebelovice, Oponešice et Mladoňovice au sud, et par Jemnice à l'ouest.

## Histoire
La première mention écrite de la localité date de 1353.

## Transports
Par la route, Budkov se trouve à 13 km de Moravské Budějovice, à 35 km de Třebíč, à 47 km de Jihlava et à 177 km de Prague.